# Schotten
Schotten är en kommun och ort i Vogelsbergkreis i Regierungsbezirk Gießen i förbundslandet Hessen i Tyskland. De tidigare kommunerna Breungeshain, Busenborn, Eichelsachsen, Eschenrod, Götzen, Michelbach, Rainrod und Rudingshain uppgick i Schotten  1 december 1970, Betzenrod och Wingershausen 1 december 1971, Einartshausen 1 april 1972 och slutligen Burkhards, Kaulstoß och Sichenhausen 1 augusti 1972.